# Donkey Rollers
Donkey Rollers – holenderska grupa muzyczna działająca od 2002. W jej skład wchodzi DJ Zany, Jowan, MC DV8

## Dyskografia
| Wydanie                                                         | Wytwórnia      | Rok  |
| --------------------------------------------------------------- | -------------- | ---- |
| Motherf*ck                                                      | Fusion Records | 2002 |
| Strike Again                                                    | Fusion Records | 2002 |
| The Sound Of The Beast                                          | Fusion Records | 2003 |
| Evil / Ruff                                                     | Fusion Records | 2004 |
| Hardstyle Rockers EP (Vinyl 1 of 2)                             | Fusion Records | 2004 |
| Hardstyle Rockers EP (Vinyl 1 of 2)                             | Fusion Records | 2004 |
| Immeasurably / Revolutions                                      | Fusion Records | 2005 |
| No One Can Stop Us / Followers                                  | Fusion Records | 2005 |
| Silver Bullet / We Are 1                                        | Fusion Records | 2006 |
| The Fusion Of Sound / No One Can Stop Us (Showtek Kwartjes Mix) | Fusion Records | 2007 |
| Atrocity / Chopper                                              | Fusion Records | 2007 |
| The Last City On Earth (In Qontrol Anthem 2008)                 | Q-Dance        | 2008 |
| Voice Of Conscience / LMPSJNK                                   | Fusion Records | 2008 |
| Innocent EP.                                                    | Fusion Records | 2008 |
| 2012 / Immortal / Chaos                                         | Fusion Records | 2010 |